# Fünfkampf-Länderkampf der Frauen 1975 BR Deutschland – Sowjetunion
| 13. Leichtathletik-Länderkampf mit bundesdeutscher Beteiligung 1975 | 13. Leichtathletik-Länderkampf mit bundesdeutscher Beteiligung 1975 |
| ------------------------------------------------------------------- | ------------------------------------------------------------------- |
|                                                                     |                                                                     |
| Fünfkampf-Vergleich der Frauen: BR Deutschland – Sowjetunion        |                                                                     |
| Austragungsort                                                      | Bremen                                                              |
| Wettbewerbe                                                         | 1                                                                   |
| Datum                                                               | 16./17. August                                                      |
| 1. FRG 2. URS                                                       | 13.398 Punkte 13.223 Punkte                                         |
| Chronik                                                             |                                                                     |
| ← FRG-URS 10kampf (M)                                               | FRG-ROU (F) →                                                       |

Im dreizehnten Vergleich des Länderkampfjahres 1975 traten die bundesdeutschen Fünfkämpferinnen wie ihre männlichen Mehrkampfkollegen am 16./17 August in Bremen gegen die Sowjetunion an. Sechs Begegnungen zwischen diesen Teams hatte es zuvor gegeben, vier hatte die Sowjetunion gewonnen, zwei die Bundesrepublik Deutschland.

## Modus
Jedes Team konnte vier Fünfkämpferinnen stellen, von denen die drei Besten durch Addition ihrer Punktzahlen gewertet wurden.

## Ergebnis
Die bundesdeutschen Vertreterinnen kamen in der Einzelwertung zu einem Doppelsieg. Die dritte gewertete deutsche Teilnehmerin belegte Rang fünf. Auch in der Addition der Punkte für die einzelnen Fünfkämpferinnen lag die Bundesrepublik Deutschland am Ende wieder knapp vorn. Durch ihren Sieg mit 13.398 zu 13.223 Punkten konnten die bundesdeutschen Athletinnen ihre Bilanz gegen die UdSSR auf drei zu vier verbessern.

## Legende
Kurze Übersicht zur Bedeutung der Symbolik – so üblicherweise auch in sonstigen Veröffentlichungen verwendet:
| w | Rückenwindunterstützung über dem erlaubten Limit |

### Fünfkampf
| Platz | Name                 | Nation | Punkte | 100 m Hürden | Kugel- stoßen | Hoch- sprung | Weit- sprung | 200 m    |
| ----- | -------------------- | ------ | ------ | ------------ | ------------- | ------------ | ------------ | -------- |
| 1     | Margot Eppinger      | FRG    | 4524   | 13,9 s       | 13,38 m       | 1,66 m       | 6,44 m       | 23,9 s w |
| 2     | Anette Stein         | FRG    | 4457   | 14,0 s       | 12,18 m       | 1,75 m       | 6,33 m       | 24,4 s w |
| 3     | Ekaterina Smirnowa   | URS    | 4453   | 13,6 s       | 12,43 m       | 1,78 m       | 6,32 m       | 25,5 s w |
| 4     | Iraida Stepanowa     | URS    | 4417   | 14,2 s       | 13,55 m       | 1,69 m       | 6,36 m       | 24,9 s w |
| 5     | Liesel Albert        | FRG    | 4417   | 13,9 s       | 13,14 m       | 1,69 m       | 6,13 m       | 24,5 s w |
| 6     | Olga Rukawischnikowa | URS    | 4353   | 14,2 s       | 11,87 m       | 1,75 m       | 6,22 m       | 24,8 s w |
| 7     | Vera Karpowa         | URS    | 4332   | 14,0 s       | 14,18 m       | 1,60 m       | 6,10 m       | 24,9 s w |
| 8     | Ulrike Göhring       | FRG    | 4085   | 14,1 s       | 10,29 m       | 1,75 m       | 5,65 m       | 25,4 s w |